# Caiac canoe la Jocurile Olimpice de vară din 2024 - KX-1 masculin
Proba masculină de caiac KX-1 de la Jocurile Olimpice de vară din 2024 a avut loc în perioada 2-5 august 2024 pe Stadionul Nautic Olimpic Național din Île-de-France, aflat la aproximativ 30 de kilometri de Paris. Este prima dată când această probă este inclusă în programul Jocurilor Olimpice.

## Program
Orele sunt ora Franței (UTC+1) 
| Data                    | Timp              | Etapă                                |
| ----------------------- | ----------------- | ------------------------------------ |
| Vineri, 2 august 2024   | 15:30             | Contra cronometru                    |
| Sâmbătă, 3 august 2024  | 16:40 18:45       | Runda 1 Recalificări                 |
| Duminică, 4 august 2024 | 15:30             | Serii                                |
| Luni, 5 august 2024     | 15:52 16:28 16:40 | Sferturi de finală Semifinale Finale |

## Rezultate

### Cursa contra cronometru
Rezultate stabilirea ordinii de concurs.
| Loc | Nr. concurs | Canoist Țară              | Timp  | Note    |
| --- | ----------- | ------------------------- | ----- | ------- |
| 1   | 1           | Joseph Clarke (GBR)       | 66,08 |         |
| 2   | 11          | Pedro Gonçalves (BRA)     | 66,41 |         |
| 3   | 13          | Titouan Castryck (FRA)    | 67,29 |         |
| 4   | 2           | Boris Neveu (FRA)         | 67,48 |         |
| 5   | 3           | Giovanni De Gennaro (ITA) | 67,71 |         |
| 6   | 6           | Finn Butcher (NZL)        | 67,74 |         |
| 7   | 5           | Felix Oschmautz (AUT)     | 67,87 |         |
| 8   | 18          | Noah Hegge (GER)          | 68,01 |         |
| 9   | 14          | Mateusz Polaczyk (POL)    | 68,11 |         |
| 10  | 8           | Manuel Ochoa (ESP)        | 68,66 |         |
| 11  | 16          | Miquel Travé (ESP)        | 68,70 |         |
| 12  | 24          | Salim Jemai (TUN)         | 68,91 |         |
| 13  | 17          | Quan Xin (CHN)            | 69,13 |         |
| 14  | 22          | Noel Hendrick (IRL)       | 69,31 |         |
| 15  | 23          | Lukáš Rohan (CZE)         | 69,80 |         |
| 16  | 12          | Isak Öhrström (SWE)       | 70,29 |         |
| 17  | 15          | Mathis Soudi (MAR)        | 70,53 |         |
| 18  | 33          | Liam Jegou (IRL)          | 70,81 |         |
| 19  | 27          | Jakub Grigar (SVK)        | 71,18 |         |
| 20  | 9           | Timothy Anderson (AUS)    | 71,41 |         |
| 21  | 32          | Jiří Prskavec (CZE)       | 71,71 |         |
| 22  | 19          | Tristan Carter (AUS)      | 72,94 |         |
| 23  | 25          | Matej Beňuš (SVK)         | 73,54 |         |
| 24  | 10          | Alex Baldoni (CAN)        | 73,70 |         |
| 25  | 35          | Benjamin Savšek (SLO)     | 74,18 |         |
| 26  | 30          | Adam Burgess (GBR)        | 74,66 |         |
| 27  | 34          | Matija Marinić (CRO)      | 74,80 |         |
| 28  | 4           | Martin Dougoud (SUI)      | 74,89 |         |
| 29  | 29          | Joris Otten (NED)         | 75,95 |         |
| 30  | 21          | Andy Barat (COM)          | 76,95 |         |
| 31  | 31          | Yves Bourhis (SEN)        | 78,15 |         |
| 32  | 28          | Amir Rezanejad (EOR)      | 79,15 |         |
| 33  | 37          | Casey Eichfeld (USA)      | 81,13 |         |
| 34  | 20          | Yuuki Tanaka (JPN)        | 81,35 |         |
| 35  | 38          | Grzegorz Hedwig (POL)     | 81,42 |         |
| 36  | 36          | Wu Shao-hsuan (TPE)       | 82,73 |         |
| 37  | 26          | Peter Kauzer (SLO)        | 70,74 | FLT (8) |
| 38  | 7           | Stefan Hengst (GER)       | 69,67 | FLT (6) |

LegendăFLT (6) reprezintă Fault (greșeală), iar numărul din paranteză poarta la care s-a petrecut greșeala

### Runda 1
Calificare în serii 
     Recalificări
| Loc | Nr. concurs | Canoist              | Note    |
| --- | ----------- | -------------------- | ------- |
| 1   | 1           | Joseph Clarke (GBR)  |         |
| 2   | 12          | Salim Jemai (TUN)    |         |
| 3   | 33          | Casey Eichfeld (USA) | FLT (2) |

| Loc | Nr. concurs | Canoist               | Note        |
| --- | ----------- | --------------------- | ----------- |
| 1   | 13          | Quan Xin (CHN)        |             |
| 2   | 2           | Pedro Gonçalves (BRA) | FLT (S)     |
| 3   | 32          | Amir Rezanejad (EOR)  | FLT (6,7,8) |

| Loc | Nr. concurs | Canoist                | Note |
| --- | ----------- | ---------------------- | ---- |
| 1   | 3           | Titouan Castryck (FRA) |      |
| 2   | 31          | Yves Bourhis (SEN)     |      |
| 3   | 14          | Noel Hendrick (IRL)    |      |

| Loc | Nr. concurs | Canoist           | Note |
| --- | ----------- | ----------------- | ---- |
| 1   | 4           | Boris Neveu (FRA) |      |
| 2   | 15          | Lukáš Rohan (CZE) |      |
| 3   | 30          | Andy Barat (COM)  |      |

| Loc | Nr. concurs | Canoist                                                       | Note |
| --- | ----------- | ------------------------------------------------------------- | ---- |
| 1   | 5           | Giovanni De Gennaro (ITA)                                     |      |
| 2   | 16          | Isak Öhrström (SWE)                                           |      |
| 3   | 29          | nl⁠(Joris Otten)[Otten&page=nl&targettitle=nl traduceți] (NED) |      |

| Loc | Nr. concurs | Canoist              | Note |
| --- | ----------- | -------------------- | ---- |
| 1   | 6           | Finn Butcher (NZL)   |      |
| 2   | 28          | Martin Dougoud (SUI) |      |
| 3   | 17          | Mathis Soudi (MAR)   |      |

| Loc | Nr. concurs | Canoist               | Note      |
| --- | ----------- | --------------------- | --------- |
| 1   | 7           | Felix Oschmautz (AUT) |           |
| 2   | 38          | Stefan Hengst (GER)   |           |
| 3   | 27          | Matija Marinić (CRO)  | FLT (3)   |
| 4   | 18          | Liam Jegou (IRL)      | FLT (2,8) |

| Loc | Nr. concurs | Canoist            | Note |
| --- | ----------- | ------------------ | ---- |
| 1   | 8           | Noah Hegge (GER)   |      |
| 2   | 19          | Jakub Grigar (SVK) |      |
| 3   | 37          | Peter Kauzer (SLO) |      |
| 4   | 26          | Adam Burgess (GBR) |      |

| Loc | Nr. concurs | Canoist                | Note    |
| --- | ----------- | ---------------------- | ------- |
| 1   | 20          | Timothy Anderson (AUS) |         |
| 2   | 9           | Mateusz Polaczyk (POL) |         |
| 3   | 36          | Wu Shao-hsuan (TPE)    |         |
| 4   | 25          | Benjamin Savšek (SLO)  | FLT (2) |

| Loc | Nr. concurs | Canoist               | Note    |
| --- | ----------- | --------------------- | ------- |
| 1   | 10          | Manuel Ochoa (ESP)    |         |
| 2   | 24          | Alex Baldoni (CAN)    |         |
| 3   | 21          | Jiří Prskavec (CZE)   | FLT (8) |
| 4   | 35          | Grzegorz Hedwig (POL) | FLT (3) |

| Loc | Nr. concurs | Canoist              | Note    |
| --- | ----------- | -------------------- | ------- |
| 1   | 11          | Miquel Travé (ESP)   |         |
| 2   | 34          | Yuuki Tanaka (JPN)   |         |
| 3   | 23          | Matej Beňuš (SVK)    |         |
| 4   | 22          | Tristan Carter (AUS) | FLT (1) |

### Recalificări
Calificare în serii
     Eliminat
| Loc | Nr. concurs | Canoist             | Note    |
| --- | ----------- | ------------------- | ------- |
| 1   | 14          | Noel Hendrick (IRL) |         |
| 2   | 36          | Wu Shao-hsuan (TPE) |         |
| 3   | 23          | Matej Beňuš (SVK)   | FLT (2) |

| Loc | Nr. concurs | Canoist               | Note    |
| --- | ----------- | --------------------- | ------- |
| 1   | 35          | Grzegorz Hedwig (POL) |         |
| 2   | 25          | Benjamin Savšek (SLO) |         |
| 3   | 17          | Mathis Soudi (MAR)    | FLT (S) |

| Loc | Nr. concurs | Canoist              | Note |
| --- | ----------- | -------------------- | ---- |
| 1   | 18          | Liam Jegou (IRL)     |      |
| 2   | 26          | Adam Burgess (GBR)   |      |
| 3   | 33          | Casey Eichfeld (USA) |      |

| Loc | Nr. concurs | Canoist              | Note |
| --- | ----------- | -------------------- | ---- |
| 1   | 21          | Jiří Prskavec (CZE)  |      |
| 2   | 27          | Matija Marinić (CRO) |      |
| 3   | 32          | Amir Rezanejad (EOR) |      |

| \| Loc \| Nr. concurs \| Canoist \| Note \| \| --- \| ----------- \| -------------------- \| ------- \| \| 1 \| 22 \| Tristan Carter (AUS) \| \| \| 2 \| 37 \| Peter Kauzer (SLO) \| \| \| 3 \| 29 \| Joris Otten (NED) \| \| \| 4 \| 30 \| Andy Barat (COM) \| FLT (8) \| |             |                      |         |
| Loc | Nr. concurs | Canoist              | Note    |
| 1 | 22          | Tristan Carter (AUS) |         |
| 2 | 37          | Peter Kauzer (SLO)   |         |
| 3 | 29          | Joris Otten (NED)    |         |
| 4 | 30          | Andy Barat (COM)     | FLT (8) |

### Serii
Calificare în sferturi de finală
     Eliminat
| Loc | Nr. concurs | Canoist             | Note    |
| --- | ----------- | ------------------- | ------- |
| 1   | 1           | Joseph Clarke (GBR) |         |
| 2   | 17          | Jakub Grigar (SVK)  |         |
| 3   | 32          | Peter Kauzer (SLO)  |         |
| 4   | 16          | Isak Öhrström (SWE) | FLT (6) |

| Loc | Nr. concurs | Canoist             | Note    |
| --- | ----------- | ------------------- | ------- |
| 1   | 8           | Manuel Ochoa (ESP)  |         |
| 2   | 25          | Jiří Prskavec (CZE) |         |
| 3   | 24          | Liam Jegou (IRL)    |         |
| 4   | 9           | Miquel Travé (ESP)  | FLT (8) |

| Loc | Nr. concurs | Canoist               | Note    |
| --- | ----------- | --------------------- | ------- |
| 1   | 5           | Finn Butcher (NZL)    |         |
| 2   | 28          | Benjamin Savšek (SLO) |         |
| 3   | 21          | Yuuki Tanaka (JPN)    | FLT (8) |
| 4   | 12          | Pedro Gonçalves (BRA) | FLT (2) |

| Loc | Nr. concurs | Canoist                   | Note |
| --- | ----------- | ------------------------- | ---- |
| 1   | 4           | Giovanni De Gennaro (ITA) |      |
| 2   | 13          | Mateusz Polaczyk (POL)    |      |
| 3   | 20          | Yves Bourhis (SEN)        |      |
| 4   | 29          | Adam Burgess (GBR)        |      |

| Loc | Nr. concurs | Canoist              | Note    |
| --- | ----------- | -------------------- | ------- |
| 1   | 3           | Boris Neveu (FRA)    |         |
| 2   | 19          | Martin Dougoud (SUI) |         |
| 3   | 14          | Salim Jemai (TUN)    |         |
| 4   | 30          | Matija Marinić (CRO) | FLT (R) |

| Loc | Nr. concurs | Canoist                | Note |
| --- | ----------- | ---------------------- | ---- |
| 1   | 11          | Timothy Anderson (AUS) |      |
| 2   | 27          | Grzegorz Hedwig (POL)  |      |
| 3   | 6           | Felix Oschmautz (AUT)  |      |
| 4   | 22          | Stefan Hengst (GER)    |      |

| Loc | Nr. concurs | Canoist              | Note    |
| --- | ----------- | -------------------- | ------- |
| 1   | 7           | Noah Hegge (GER)     |         |
| 2   | 26          | Tristan Carter (AUS) |         |
| 3   | 23          | Noel Hendrick (IRL)  |         |
| 4   | 10          | Quan Xin (CHN)       | FLT (8) |

| Loc | Nr. concurs | Canoist                | Note |
| --- | ----------- | ---------------------- | ---- |
| 1   | 2           | Titouan Castryck (FRA) |      |
| 2   | 15          | Lukáš Rohan (CZE)      |      |
| 3   | 31          | Wu Shao-hsuan (TPE)    |      |
| 4   | 18          | Alex Baldoni (CAN)     |      |

### Sferturi de finală
Calificare în semifinale
     Eliminat
| Loc | Nr. concurs | Canoist             | Note    |
| --- | ----------- | ------------------- | ------- |
| 1   | 1           | Joseph Clarke (GBR) |         |
| 2   | 17          | Jakub Grigar (SVK)  |         |
| 3   | 25          | Jiří Prskavec (CZE) |         |
| 4   | 8           | Manuel Ochoa (ESP)  | FLT (8) |

| Loc | Nr. concurs | Canoist                   | Note |
| --- | ----------- | ------------------------- | ---- |
| 1   | 5           | Finn Butcher (NZL)        |      |
| 2   | 13          | Mateusz Polaczyk (POL)    |      |
| 3   | 28          | Benjamin Savšek (SLO)     |      |
| 4   | 4           | Giovanni De Gennaro (ITA) |      |

| Loc | Nr. concurs | Canoist                | Note |
| --- | ----------- | ---------------------- | ---- |
| 1   | 3           | Boris Neveu (FRA)      |      |
| 2   | 19          | Martin Dougoud (SUI)   |      |
| 3   | 11          | Timothy Anderson (AUS) |      |
| 4   | 27          | Grzegorz Hedwig (POL)  |      |

| Loc | Nr. concurs | Canoist                | Note        |
| --- | ----------- | ---------------------- | ----------- |
| 1   | 7           | Noah Hegge (GER)       |             |
| 2   | 15          | Lukáš Rohan (CZE)      |             |
| 3   | 2           | Titouan Castryck (FRA) | FLT (3)     |
| 4   | 26          | Tristan Carter (AUS)   | FLT (R,6,8) |

### Semifinale
Calificare în finală
     Eliminat
| Loc | Nr. concurs | Canoist                | Note |
| --- | ----------- | ---------------------- | ---- |
| 1   | 1           | Joseph Clarke (GBR)    |      |
| 2   | 5           | Finn Butcher (NZL)     |      |
| 3   | 17          | Jakub Grigar (SVK)     |      |
| 4   | 13          | Mateusz Polaczyk (POL) |      |

| Loc | Nr. concurs | Canoist              | Note    |
| --- | ----------- | -------------------- | ------- |
| 1   | 7           | Noah Hegge (GER)     |         |
| 2   | 15          | Lukáš Rohan (CZE)    |         |
| 3   | 3           | Boris Neveu (FRA)    |         |
| 4   | 19          | Martin Dougoud (SUI) | FLT (6) |

### Finale
| Loc | Nr. concurs | Canoist             | Note |
| --- | ----------- | ------------------- | ---- |
| 1   | 5           | Finn Butcher (NZL)  |      |
| 2   | 1           | Joseph Clarke (GBR) |      |
| 3   | 7           | Noah Hegge (GER)    |      |
| 4   | 15          | Lukáš Rohan (CZE)   |      |

| Loc | Nr. concurs | Canoist                | Note    |
| --- | ----------- | ---------------------- | ------- |
| 1   | 19          | Martin Dougoud (SUI)   |         |
| 2   | 17          | Jakub Grigar (SVK)     |         |
| 3   | 3           | Boris Neveu (FRA)      |         |
| 4   | 13          | Mateusz Polaczyk (POL) | FLT (1) |